# Empire luba
 (février 2019).
Si vous disposez d'ouvrages ou d'articles de référence ou si vous connaissez des sites web de qualité traitant du thème abordé ici, merci de compléter l'article en donnant les références utiles à sa vérifiabilité et en les liant à la section « Notes et références ».
XVIe siècle – XIXe siècle
Entités suivantes :
- État indépendant du Congo

L'Empire luba ou empire de Luba (1585-1917) est un royaume établi en Afrique centrale du XVIe au XIXe sur le territoire de l'actuelle république démocratique du Congo. L’empire, qui, au XVIIe siècle, s’étendait de la Bushimaïe jusqu’au nord de l’Angola et de la Lulua jusqu’au nord-est de la Zambie et du Haut-Katanga ; il connaîtra un essor important en développant des contacts commerciaux avec les trafiquants d’esclaves portugais et arabes. Il déclinera vers le milieu du XIXe siècle. Plusieurs causes au déclin de l'empire ont été identifiées par des chercheurs européens dès la période coloniale : les luttes de succession, l'infiltration dans le royaume de trafiquants arabo-swahili et luso-africains et la pénétration belge, responsable notamment de la révolte de Kasongo-Niembo. A partir 1897, Léopold II a rayé les chefferies de ce peuple de la carte.

## Géographie
Au sud et à l'est de la forêt du bassin du Congo se trouve une ceinture de savanes sur le cours supérieur du fleuve Congo, le long de son affluant la rivière Lualaba. Une vaste plaine inondable s'étend sur 200km de long dans la dépression de Kamalondo. Cette zone fertile se trouve au coeur d'une zone peuplée par les Luba. C'est dans cette zone que s'ancre une culture menant à l'établissement d'un royaume Luba.

Territoire de l'Empire luba en bleu au centre

## Histoire

### Contexte
Une cinquantaine de sites archéologiques installés sur les rivages de la Lualaba témoignent d'une occupation intense et dense depuis le VIIe siècle par des populations issues de l'expansion bantoue. Ces occupations sont démarquées par plusieurs séquences de cultures qui se succèdent : le Kamilambien au VIIe siècle, le Kisalien ancien entre le VIIIe et IXe siècles, le Kisalien classique entre le Xe et XIIIe siècles, le Kabambien A entre le XIVe et XVe siècles, le Kabambien B entre le XVIe et XVIIe siècles et enfin la tradition Luba à partir du XVIIIe siècle.
La tradition Luba qui succède aux précédentes préservent plusieurs éléments des précédentes. Par exemple, des haches cérémonielles de grande dimension indiquent que l'utilisation de symboles de pouvoir similaires à des regalia se transmettent au sein de ces traditions depuis au moins le Kisalien ancien et sont encore en usage au sein du royaume Luba. Les populations du Kisalien connaissent d'ailleurs une très forte croissance, laissant suggérer que de précédentes organisations politiques majeures s'établissent durant cette période.
Avant le début de la période Luba, au XVe siècle, le commerce entre les différents royaumes d'Afrique centrale se développe, utilisant des croisettes comme monnaie d'échange. Des cauris et perles de verres identifiées indiquent que le commerce à longue distance avec l'Océan indien, par l'intermédiaire des royaumes de culture swahilie, se renforce.

### Fondation

#### Selon la cosmogonie Luba
La relation de la métallurgie à l'affirmation d'un pouvoir royal ou au prestige des chefs est courante dans le bassin du Kongo. Chez les Luba, le fondateur légendaire de la dynastie aurait été un forgeron dont on rappelle la mémoire lors des rituels en entrechoquant des masses-enclumes. Il existe une narration qui raconte l'origine mythologique des Luba et de leur dynastie sacrée. Un manuscrit songye rédigé par Kitumbika Ngoy, chef suprême des Kalebwe, et traduit en 1976 par Dunja Hersak, relate ce récit. Les preuves linguistiques, archéologiques, ethnologiques et géologiques nient le récit[réf. nécessaire]. Cet ensemble de données suggère que les Luba ont toujours vécu dans le sud du Congo-Kinshasa  et qu'ils ont connu une longue période de stabilité qui leur a permis de se développer. Cependant, certaines interprétations montrent qu'il peut révéler des événements réels. À travers ce mythe, la succession Luba est légitimée et son passé s'élargit.
Selon cette tradition orale, Kongolo Mwamba fonde l'Empire au début du XVIe siècle. Il serait originaire du Nord du pays Songe. La capitale de son empire était Mwibele près du lac Boya. À cette époque, un chasseur du nom de Ilunga Mbidi arrive de l'est avec les siens et s'installe à proximité de Mwibele. Il est bien accueilli à la cour impériale, au point où il parvient à épouser deux demi-sœurs de Kongolo. Mais les deux hommes, après avoir collaboré, finissent par se disputer. C'est pourquoi Ilunga Mbidi retourna sur les terres, à l'est de la rivière lualaba en abandonnant ses deux femmes.
L'une d'elles, Bulanda, donne naissance à Kalala Ilunga. Habile guerrier et chasseur comme son père, il aide avec succès son oncle Kongolo à agrandir son empire vers le sud. Mais jalousé par Kongolo à cause de ses succès, il rejoint son père en fuite. Tous deux réunissent leurs forces pour venir à bout de Kongolo. Son armée est mise en déroute et l'empereur est tué.
Kalala Ilunga succède à Kongolo et construit une nouvelle capitale à Munzo. C'est le deuxième Empire luba agrandi. Kalala a deux fils : Walefu et Tshibinda. Le dernier quittera son pays pour le pays Lunda à la fin du XVIe siècle. Kasongo, un des petits-fils de Kalala, lui succède. Mais il doit affronter l'opposition de ses cinq fils qu'il neutralise les uns après les autres avant d'agrandir son empire.

#### Selon les historiens
Les recherches permettent d'identifier différentes périodes d'activité et identifient une importante transition à la fin du Kabambien, dans la seconde moitié du XVIIe siècle, donnant lieu à la période archéologique Luba. Cette transition coïncide avec les recherches des historiens qui établissent à la même époque l'émergence de l'État Luba en tant qu'entité politique majeure, pouvant même être qualifié d'Empire luba. Il est toutefois probable que cette emprise relevait davantage d'une emprise symbolique que militaire ou économique.
En effet, les données archéologiques démontrent que la force de cet État résidait dans sa capacité à démontrer sa légitimité par des symboles et rituels qui prévalent sur une multitudes de chefs et sociétés en relation avec le souverain. Cette affirmation du pouvoir est un cas unique de pratique continue en Afrique centrale.

### Apogée et déclin
À partir du XVIIIe siècle débutent des grandes conquêtes où les Luba affrontent les Songe. À la fin du XVIIIe siècle, l'empire atteint son apogée sous le règne de Kumwimba Ngombe : il est étendu vers la Lualaba et le Lac Tanganyika.
L'Empire luba ne put pas entretenir de tradition dynastique forte à cause de la rivalité entre ses dirigeants qui se croyaient chacun doté du droit de diriger, ce qui conduisit à de nombreuses luttes pour le pouvoir, et fut à l'origine de sa décomposition ultérieure. Ce malgré un droit du sang, ou "Bulopwe". Un souverain pouvait cependant être remplacé par un de ses demi-frères. Chaque souverain choisissait une nouvelle capitale.
Finalement, le commerce à longue distance a détruit le royaume de Luba[réf. nécessaire]. Dans les années 1870 et 1880, des commerçants arabo-swahilis de Zanzibar ont commencé à chercher, directement, des esclaves et de l'ivoire dans les savanes de l'Afrique centrale,,. Tentés par l'attrait des profits rapides, les colons européens (en particulier les Belges) ont commencé à faire des raids sur l'Empire pour y prélever des esclaves, ce qui a entrainé la destruction rapide du Royaume de Luba.[Information douteuse]. En 1889, l'empire fut divisé en deux[réf. souhaitée] par un différend de succession, mettant fin à l'empire en tant qu'état unifié. L'Empire fut ensuite absorbé dans l'État Indépendant du Congo (EIC) belge qui, bien que tolérant de nombreux abus contre ses populations, était opposé à l'esclavagisme zanzibari et dont les intérêts économiques étaient concurrents avec ceux du sultanat de Zanzibar. Des soldats baluba, dont le territoire était victime des raids esclavagistes des arabo-swahilis et leurs alliés locaux, se joignent alors aux troupes de l'EIC lors de la guerre qui éclate au travers des campagnes de l'État indépendant du Congo contre les Arabo-Swahilis. La guerre terminée et remportée par l'EIC, le baron Francis Dhanis soulignera la bravoure des soldats baluba dont la contribution a été décisive.
Plusieurs causes au déclin de l'empire ont été identifiées par des chercheurs européens dès la période coloniale : les luttes de succession, l'infiltration dans le royaume de trafiquants arabo-swahilis et luso-africains et la pénétration belge, responsable notamment de la révolte de Kasongo-Niembo.

## Souverains de l'Empire luba
- Kalala Ilunga, fils de Mbidi Kiluwe et neveu de Nkongolo Mwamba ;
- Ilunga wa Luhefu (uk), fils de Kalala Ilunga, il s’installa à Bisonge ;
- Kasongo Mwine Kabanze (uk), fils de Ilunga wa Luhefu, s’établit à Kibanza ;
- Kasongo Kabundulu (uk), fils de Mwine Kabanze, s’établit à Katundu ;
- Ngoy-a-Sanza (uk), fils de Kasongo Kabundulu, résida à Kapulu ;
- Mwine Nkombe Ndayi, fils de Ngoy-a-Sanza, s’établit à Nkombe ;
- Kadilo Sokela Bota (uk), fils de Mwine Nkombe, s’installa à Budi ;
- Kenkenya (uk), fils de Kadilo s’établit à Bwilu ;
- Ilunga Nsungu (en) succéda à son père Kenkenya et s’établit à Lubala ;
- Kumwimba Ngombe qui est le roi de l'apogée succéda à son père Ilunga Nsungu, il résida à Budumbe ;
- Ndayi Mushinga, fils de Kumwimba Ngombe, n’eut pas le temps de construire un village car, après une année de règne, il fut battu et tué par son frère Ilunga Kabale ;
- Ilunga Kabale (uk), s'installa à Bene Dyombo ;
- Maloba Konkola, fils aîné de Ilunga Kabale, lui succéda, mais trois mois après, il fut battu et décapité par son frère Kitamba ;
- Kitamba prit le pouvoir, il battit encore un frère, mais un an après, lui aussi fut tué par son frère Kasongo Kalombo, cinquième fils de Ilunga Kabale ;
- Kasongo Kalombo, fils de Ilunga Kabale, succéda à Kitamba ;
- Ndayi Mande, frère de Kasongo Kalombo lui succéda, combattu par son frère Kasong’wa nyembo ;
- Kasong’wa Nyembo qui avait pris le pouvoir de Ndayi Mande eut affaire à son frère Kabongo avec qui il engagea une guerre qui dura des années et qui coûta beaucoup en vies humaines et en richesse à la population.

Ce dernier demeura insaisissable par le colonisateur jusqu'en 1917, date de son arrestation.

## Économie
Les commerçants de Luba reliaient la forêt du Zaïre au nord avec la région riche en minéraux au centre de la Zambie moderne connue sous le nom de Copperbelt. Les routes commerciales traversant le territoire de Luba étaient également reliées à des réseaux plus larges s'étendant à la fois aux côtes de l'Atlantique et de l'océan Indien.
À la formation du royaume de Luba, l'économie est devenue complexe et basée sur un système féodal qui redistribuait les ressources agricoles, de chasse et d'exploitation minière parmi les nobles. La classe dominante détenait un monopole virtuel sur les produits commerciaux tels que le sel, le cuivre et le minerai de fer. Cela leur a permis de poursuivre leur domination dans une grande partie de l'Afrique centrale.

## Culture

### Arts et croyance
Leur religion est traditionnellement basée sur le culte des ancêtres, mais avec l'arrivée des Belges et leur domination politique, une grande partie des Luba se sont convertis au christianisme.
Comme dans le Royaume de Kuba, le royaume de Luba tenait les arts en haute estime. Un sculpteur détenait un statut relativement élevé, qui était affiché par une aze (hache) qu'il portait sur son épaule. L'art de Luba variait tout au long du vaste territoire que le royaume contrôlait. Cependant, certaines caractéristiques restaient communes. Le rôle important de la femme dans les mythes de la création et dans la société politique a fait que de nombreux objets de prestige étaient décorés de personnages féminins.
Les appuis-tête de meubles et les bâtons cérémoniels étaient d'une grande importance par rapport aux croyances sur les rêves prophétiques et le culte des ancêtres. Les rêves étaient censés communiquer des messages de l'autre monde. Par conséquent, il était courant d'avoir deux figures de prêtresse ornée sur un appui-tête sur lequel on dormait. Les bâtons cérémoniels, habituellement détenus par des rois, des chefs de village ou des dignitaires de la cour, étaient également sculptés avec des personnages féminins doubles ou jumelés. Des personnages uniques sur des pièces d'art, spécialement des états-majors, représentaient des rois décédés dont les esprits étaient transportés dans le corps d'une femme.
Parmi les Luba, le nom "Nkole" apparaît à la tête de chaque généalogie. C'est un titre honorifique, avec le sens littéral de «puissant». Il a été donné aux trois patriarches les plus éloignés et inséré symboliquement dans toutes les généalogies.
Dans la tradition baluba, le «Kasala» est une forme bien définie de slogans ou poésie en vers libre. Il est chanté ou récité, parfois avec accompagnement instrumental, par des hommes et des femmes qui sont des spécialistes professionnels. Il dramatise des événements publics qui exigent des émotions fortes, comme le courage dans la bataille, la joie collective aux fonctions officielles, et le deuil aux funérailles. Dans le style et le contenu, le kasala est un genre tout à fait différent avec des proverbes, des mythes, des fables, des énigmes, des contes et des récits historiques.

### Mbudye
Le royaume de Luba avait un corps "d'hommes de mémoire" officiels qui faisaient partie d'un groupe appelé Mbudye. Ils étaient chargés de maintenir les histoires orales associées aux rois, leurs villages et les coutumes du pays. Des parallèles avec ces types de fonctionnaires peuvent être trouvés dans les royaumes voisins tels que Kuba et Lunda. Le Lukasa est le document, sous la forme d'une plaquette, qui sert de support aux récits. Les évènements, personnages, lieux et autres éléments remarquables, étaient symbolisés par un objet matériel. C'est un document symbolique de type semagramme.

## Influence
Le prestige attaché à la lignée des rois sacrés était énorme, et les dirigeants des petites chefferies voisines étaient désireux de s'associer à la culture Luba. En échange d'un cadeau sous forme de biens et travail, ces souverains moins puissants furent intégrés dans la lignée royale et adoptaient les ancêtres sacrés de Luba comme étant les leur. Les traditions Luba, y compris les styles artistiques et les formes sculpturales, ont également été transmises aux États clients.

### Littérature
- Roland Oliver, Brian M. Fagan, "Africa in the Iron Age: C. 500 B.C. to A.D. 1400", Cambridge 1975,  (ISBN 0-521-09900-5), (Über die Eisenzeit in Afrika)
- Graham Connah, "African Civilizations - An Archaeological Perspective", 2nd edition, Cambridge, 2001,  (ISBN 0-521-59690-4), (Archäologische Erkenntnisse über präkoloniale Kulturen in Afrika, u.a. Upemba-Kulturen)
- Peter N. Stearns (Hrsg.), "The Encyclopedia of World History: Ancient, Medieval, and Modern", Boston, 2001, http://www.bartleby.com/67/343.html und http://www.bartleby.com/67/363.html (accessed 12.11.2004), (Zur Bantuexpansion und den Upembakulturen)
- Kanundowi Kabongo & Mubabinge Bilolo, "Conception Bantu de l'Autorité. Suivie de Baluba: Bumfumu ne Bulongolodi", Publications Universitaires Africaines, Munich - Kinshasa, 1994.
- Pierre de Maret, "The power of symbols and the symbols of power through time: probing the Luba past.", in: Susan Keech McIntosh (Hrsg.), "Beyond Chiefdoms: Pathway to complexity in Africa.", Cambridge, 1999,  (ISBN 0-521-63074-6), (Zur Geschichte der Luba)
- François-Xavier Fauvelle-Aymar, L'Afrique ancienne: de l'Acacus au Zimbabwe : 20000 avant notre ère-XVIIe siècle, Belin, 2018 (ISBN 978-2-7011-9836-1, lire en ligne)